# Иоаннидис, Джон
Джон Иоаннидис (англ. John P. A. Ioannidis, греч. Ιωάννης Ιωαννίδης; род. 21 августа 1965, Нью-Йорк) — врач-эпидемиолог и статистик, специалист по доказательной медицине; один из наиболее цитируемых учёных начала XXI века. Автор термина «феномен Протея» (англ. Proteus phenomenon).
Профессор медицины и политики в области здравоохранения в Стэнфордском университете, профессор статистики в Стэнфордской школе гуманитарных и естественных наук; главные редактор журнала «European Journal of Clinical Investigation»; директор Стэнфордского научно-исследовательского центра медицинской профилактики (англ. Stanford Prevention Research Center) и содиректор центра «Meta-Research Innovation Center at Stanford» (METRICS); греческий писатель.

## Биография
Джон Иоаннидис родился в Нью-Йорке 21 августа 1965 года в семье врачей. Он рос в Греции, в Афинах, и в юности проявил выдающиеся способности в математике , будучи студентом, стал призёром Греции по математике. По окончании колледжа решил пойти по стопам родителей и стал медицинским математиком.
Отучившись медицине в Афинском университете, Иоаннидис прошёл ординатуру в Гарварде, после чего работал исследователем и врачом в клинике в городе Тафтсе (англ. Tufts Medical Center), где в 1993 году занялся математической обработкой медицинских исследований, которая является основой доказательной медицины.

## Вклад в науку
В 2005 Джон Иоаннидис совместно с Томасом Трикалиносом (Thomas A. Trikalinos) ввёл в оборот термин «феномен Протея» (Proteus phenomenon), когда статья с негативным результатом принимается к публикации только в том случае, если есть статья, в которой описан позитивный результат исследования на ту же тему. Одно из проявлений феномена Протея — первая публикация на новую тему существенно завышает оценки, а вторая  — занижает, поскольку авторы открытия переоценивают обнаруженный ими эффект, а исследователи, воспроизводящие их эксперимент, недооценивают его.
Иоаннидис настаивал на том, чтобы научные журналы публиковали все достойные статьи, в том числе с «нулевым» эффектом, а не только те, в которых показан значимый эффект исследования. Редакция PLoS приняла эту философию и объявила об изменении подхода к отбору статей, с 2009 года они стали публиковать все статьи, проходящие по критерию качества исследования.
Благодаря своим взглядам Иоаннидис стал одним из наиболее цитируемых учёных.